# دوروثی پروواین
دوروثی میشل پروواین (به انگلیسی: Dorothy Michelle Provine)‏ (۲۰ ژانویه ۱۹۳۵ - ۲۵ آوریل ۲۰۱۰) یک خواننده، رقصنده، بازیگر و کمدین آمریکایی بود.

## زندگی و حرفه
پروواین در ددوود، داکوتای جنوبی زاده شد، والدینش ویرجیل و کاتلین پروواین نام داشتند. او در دانشگاه واشینگتن در رشته نمایش به تحصیل پرداخت.
او در واشینگتن جایزه‌ای را برای حضور در یک برنامه تلویزیونی به‌دست آورد، پس از آن در استخدام شرکت فیلم‌سازی برادران وارنر با دستمزد هفته‌ای ۵۰۰ دلار، درآمد. در هالیوود نخستین فیلمش را در سال ۱۹۵۸ با نام داستان بانی پارکر بازی کرد. پس از آن تا میانه دهه هشتاد در چند فیلم و مجموعه تلویزیونی دیگر ظاهر شد. او در سال ۱۹۶۸ با رابرت دی کارگردان سینما ازدواج کرد و از او صاحب یک فرزند شد.